# Arheološko nalazište Vukšićev breg
Arheološki lokalitet Vukšićev breg je nalazište na lokaciji Krapina.

## Opis
Arheološko nalazište „Vukšićev breg“ nalazi se na brijegu iznad današnje Krapine, sjeveroistočno od rječice Krapinčice, uz državnu cestu D1, nedaleko zaštićenog kulturnog dobra, srednjovjekovne utvrde „Stari grad u Krapini“ (Z-4061).
Otkriven je početkom 2012. g. prilikom ručnog iskopa jame za bunar. Pri iskopu, na cca 0,6 m ispod humusa, naišlo se na arheološki kulturni sloj koji je sadržavao mnoštvo keramičkih ulomaka, životinjskih kostiju, ostataka podnice (?) i kućnog lijepa. Na osnovu kronološke i tipološke klasifikacija pronađenog arheološkog materijala, lokalitet se može datirati u 15. st.

## Zaštita
Pod oznakom P-4270 zavedena je kao zaštićeno kulturno dobro - pojedinačno, pravna statusa zaštićena kulturnog dobra, klasificirano kao "arheološka kulturna baština".